# Migdònia de Macedònia
Migdònia de Macedònia (en llatí Mygdonia, en grec antic Μυγδονία) era un districte del Regne de Macedònia que abraçava les planes a l'entorn de Tessalònica i les valls del Klisalí i del Besíkia, estenent-se a l'est fins al riu Àxios (Axius), incloent el llac Bolbe (actual Volvi) a l'est. Limitava al nord amb Crestònia (Crestonia), i amb Bisàltia (Bisaltia). El districte de la costa era anomenat Anfaxitis , una distinció que comença amb Polibi, que divideix tota la plana en dos districtes: Amphaxitis i Bottiaea, divisió que es manté fins a Claudi Ptolemeu.
El país l'habitaven originàriament els migdons, una tribu tràcia que va emigrar a Bitínia i va donar nom al districte de Migdònia de Bitínia. Eren prou poderosos com per deixar el seu nom al territori, fins i tot després de la conquesta macedònica.
Les ciutats d'aquest país eren Terme, Tessalònica, Sindos (Sindus), Calastra (Chalastra), Altos (Altus), Strepsa, Cissos (Cissus), Mellisurgis, i Aenia i Heracleustres. Claudi Ptolemeu esmenta altres ciutats menors: Chaetae, Moryllus, Antigoneia, Calindaea, Boerus, Physca, Trepillus, Carabia, Xylopolis, Assorus, Lete, i Phileros, que probablement van quedar buides al fundar-se Tessalònica.